# هابارد فودز
شركة هابارد فودرز المحدودة (بالإنجليزية: Hubbard Foods)‏ هي شركة مصنعة لحبوب الإفطار في أوكلاند في نيوزيلاندا. تبيع حبوب الإفطار تحت العلامة التجارية هاباردز Hubbards وتحت علامات أخرى. 
أسسها ديك هابارد الذي تولى مجلس إدارتها بين عامي 2004 و2007 ، حين استقال ليتولى منصب عمدة مدينة أوكلاند. 
ووفقاً لصحيفة صنداي ستار تايمز في يوليو 2010، فقد احتلت الشركة المركز الثالث بعد كل من شركة سانيتاريوم وكيلوغ في سوق حبوب الإفطار الجاهزة في نيوزيلاندا.
يبلغ عدد العاملين بها حوالي 150.